# 이천시·여주군
이천시·여주군은 대한민국의 옛 국회의원 선거구이다. 당시 경기도 이천시와 여주군 지역을 관할했다.

## 역사
대한민국 제17대 국회의원 선거를 앞두고 이천시 선거구와 여주군 선거구가 인구 하한선 미달로 인해 통합되면서 신설되었다.
대한민국 제19대 국회의원 선거를 앞두고 이천시·여주군 선거구가 인구 상한선을 초과하였다. 이에 따라 이천시는 이천시 단독 선거구를 이루게 되었고 여주군은 양평군, 가평군과 함께 여주군·양평군·가평군 선거구를 형성하게 되면서 폐지되었다.

## 역대 국회의원
| 선거   | 정당 | 정당     | 의원   |
| ------ | ---- | -------- | ------ |
| 2004년 |      | 한나라당 | 이규택 |
| 2008년 |      | 한나라당 | 이범관 |

## 역대 선거 결과

### 대한민국 제17대 국회의원 선거
|  | 41.85% |

|  | 36.56% |

|  | 14.45% |

|  | 4.21% |

|  | 2.90% |

### 대한민국 제18대 국회의원 선거
|  | 33.14% |

|  | 30.57% |

|  | 13.68% |

|  | 9.04% |

|  | 7.93% |

|  | 2.88% |

|  | 1.81% |

|  | 0.91% |